# Biel-Benken
Biel-Benken je obec ve švýcarském kantonu Basilej-venkov. Žije zde přibližně 3 400 obyvatel.

## Geografie
Biel-Benken se nachází v údolí Leimental v nadmořské výšce 317 m n. m. při vstupu do řeky Birsig na švýcarské území. Sousedí s obcemi Leymen a Neuwiller ve Francii, s obcemi Bättwil a Witterswil v kantonu Solothurn a s obcemi Oberwil a Therwil v kantonu Basilej-venkov. Rozloha obce je 4,12 km², z toho 52,2 % tvoří zemědělská půda, 20,1 % lesy, 27,7 % zastavěná plocha a 0 % neproduktivní půda (stav k roku 2014).

## Historie

Letecký pohled (1929)

Obě vesnice Biel a Benken patřily od 13. století basilejským rytířům z rodu Schalerů. První zmínka pochází z roku 1259. Patřily ke kostelu svatého Martina v Leymen/Weisskirch, respektive Wisschilch. V roce 1526 byly Biel a Benken prodány městu Basilej. Od reformace v roce 1529 tvoří společně reformovanou farnost. V roce 1621 byl v Benkenu postaven nový kostel, který nahradil obě vesnické kaple. Během třicetileté války Biel a Benken také trpěly pod nájezdníky, ale mnohem méně než vesnice v okolí, které patřily Alsasku, či basilejskému knížecímu biskupství. V době vypuknutí Francouzské revoluce se obec stala útočištěm Židů ze sousedního Sundgau.
Po dlouhých diskusích došlo 1. ledna 1972 ke sloučení obou obcí Biel a Benken. Od té doby tvoří společnou obec Biel-Benken.

## Obyvatelstvo
| Rok            | 1850 | 1880 | 1900 | 1930 | 1950 | 1970 | 1980 | 1990 | 2000 |
| Počet obyvatel | 600  | 523  | 587  | 559  | 598  | 1293 | 1892 | 2229 | 2679 |

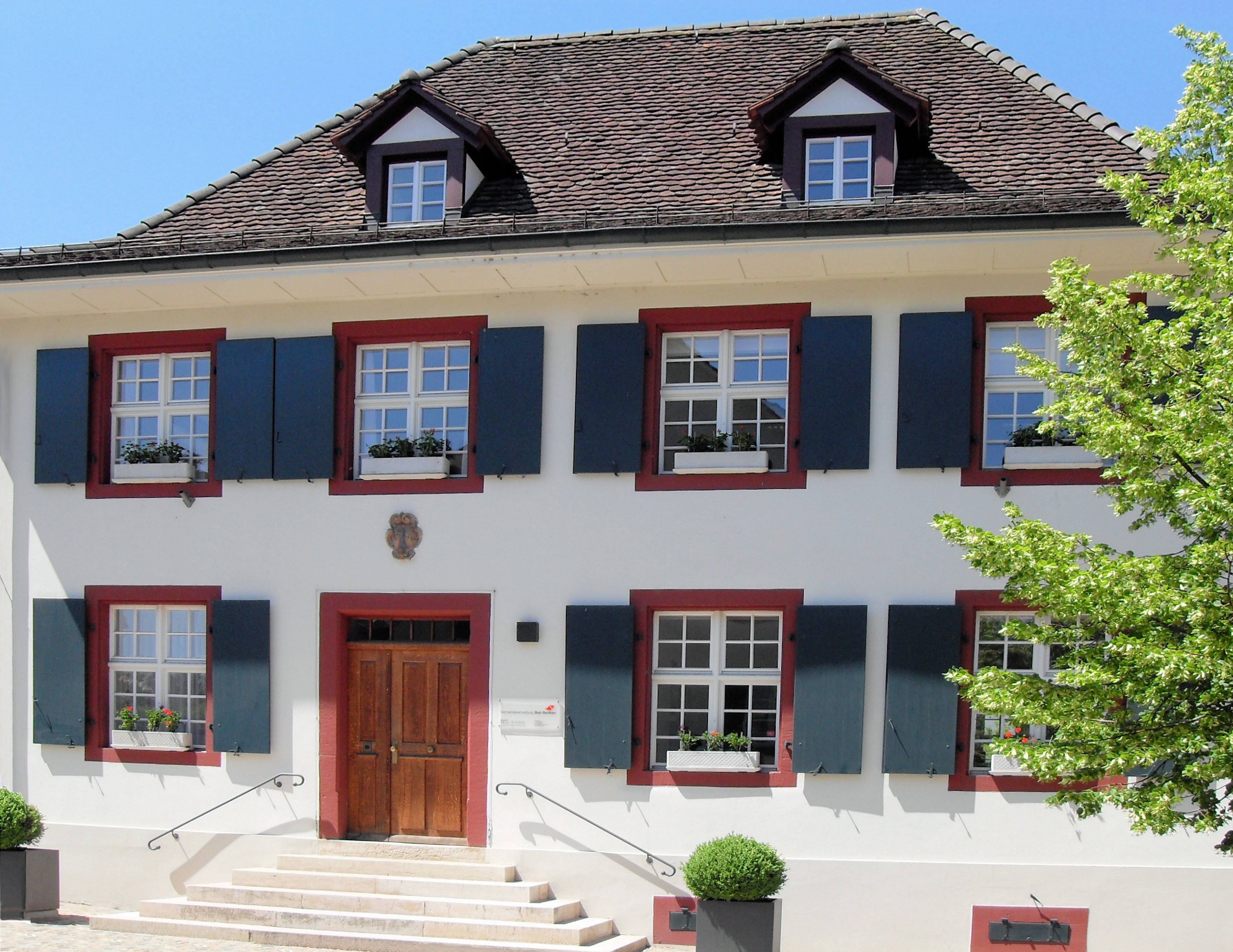
Obecní úřad

37,1 % obyvatel se hlásí k evangelické reformované církvi a 23,2 % k římskokatolické církvi. Podíl cizinců činil ke konci roku 2019 15,5 %. Většina obyvatel (k roku 2000) hovoří německy (2485, tj. 92,8 %), druhým nejčastějším jazykem je francouzština (55, tj. 2,1 %) a třetím angličtina (35, tj. 1,3 %).

## Doprava
Obec je dopravně navázána na město Basilej; zajíždí sem několik autobusových linek městské hromadné dopravy. Nejbližší napojení na železnici je prostřednictvím stanice Basel SBB, kam jezdí dálkové a regionální spoje ze všech směrů a také mezinárodní vlakové spoje, případně stanice Dornach-Arlesheim na trati Basilej–Delémont, kterou obsluhují pouze regionální vlaky.